# Revija filmova o Domovinskom ratu
Revija filmova o Domovinskom ratu, revija filmova u Hrvatskoj.
Pokrenulo ju je 2018. godine Ministarstvo hrvatskih branitelja. Cilj je očuvanje digniteta i promicanje vrijednosti Domovinskog rata. 
2019. godine održana je u više večeri. Prva večer Revije dokumentarnih filmova o Domovinskom ratu održana je 30. travnja 2019. godine u Novskoj, u povodu obljetnice vojno-redarstvene operacije Bljesak. 
Prikazani su filmovi Obrana Nuštra, Bura duše, Ugriz risa, Slike iz života ratnika, Mjesto sjećanja Vukovar, Dnevnik jednog rata – Vinkovci. U Kninu je bila druga večer. prikazano je pet dokumentarnih filmova: Heroine domovinskog rata – pobjednice, Pouke o čovječnosti, Kula smrti, Bura duše i Po čovika. Odabrani su filmovi iz programa sufinanciranja umjetničkih i dokumentarističkih djela o Domovinskom ratu, koji je Ministarstvo hrvatskih branitelja započeo 2014. godine. Druga Revija je održana povodom Oluje, u subotu, 3. kolovoza 2019.  na otvorenom prostoru Marunuša, uz rijeku Krku. Nastavila se je 5. i 6. kolovoza u Slunju, na otvorenom, uz rijeku Slunjčicu i prikazano je ukupno 11 filmova. Selekcija filmova koji se prikazuju na Reviji dokumentarnih filmova o Domovinskom ratu povjerena je redatelju, scenaristu i autoru dvadesetak dokumentarnih filmova, Nevenu Hitrecu.